# Howardula benigna
Howardula benigna är en rundmaskart. Howardula benigna ingår i släktet Howardula och familjen Allantonematidae. Inga underarter finns listade i Catalogue of Life.